# Vol IBC Airways 405
Le vol IBC Airways 405 est un vol cargo international reliant Saint-Domingue, en République dominicaine, à San Juan, à Porto Rico. Le 2 décembre 2013, le Fairchild Metroliner III de la compagnie américaine IBC Airways (en) s'est écrasé près d'Arecibo, après une défaillance structurelle en vol, tuant les deux membres d'équipage présents à bord.

## Contexte

### Avion
L'aéronef impliqué était un Fairchild SA227-AC Metro III, construit en 1986 et immatriculé N831BC (numéro de série AC-654B). IBC Airways (en) l'a racheté à Aircraft Consultans Inc. le 29 mars 1999. Il totalise 33 888 heures de vol et 35 698 cycles (décollage/atterrissage) au moment de l'accident.

### Équipage
À bord de ce vol se trouvait un équipage de deux personnes, comprenant un commandant de bord et d'un copilote. Le commandant de bord, âgé de 35 ans, totalisait 1 740 heures de vol, dont 686 heures sur Metroliner III. Le copilote, âgé de 28 ans, venait tout juste de rejoindre la compagnie aérienne et comptait 1 854 heures de vol à son actif, dont seulement 92 heures sur Metroliner III.

## Déroulement des faits
Le vol 405 a décollé à 19 h 36, heure locale, de l'aéroport international Las Américas de Saint-Domingue, à destination de l'aéroport international Luis-Muñoz-Marín de San Juan. Le dernier contact radio avec l'avion a eu lieu vers 20 h 08, alors que l'avion descendait de 11 000 pieds (3 350 m) à 7 000 pieds (2 133 m). À ce moment-là, le contrôle aérien a demandé à l'équipage de se maintenir à une altitude de 3 000 pieds (914 m) jusqu'au point de cheminement « TNNER » et de se préparer pour une approche ILS. L'équipage a accusé réception de l'instruction ; ce fut la dernière communication entre le contrôle aérien et l'appareil.
À 20 h 10, l'avion est descendu à 8 300 pieds (2 530 m) et a amorcé un virage à gauche de 20°. Il est ensuite descendu à 7 300 pieds (2 225 m), puis a amorcé un virage à droite de 45°. Quelques secondes plus tard, le Metroliner III est descendu à 5 500 pieds (1 676 m). Des calculs ultérieurs ont montré que l'avion est d'abord descendu à une vitesse de 12 000 pieds/minute (61 m/sec), puis à une vitesse de 21 000 pieds/minute (106 m/sec) pendant les cinq secondes suivantes.

Débris du vol 405
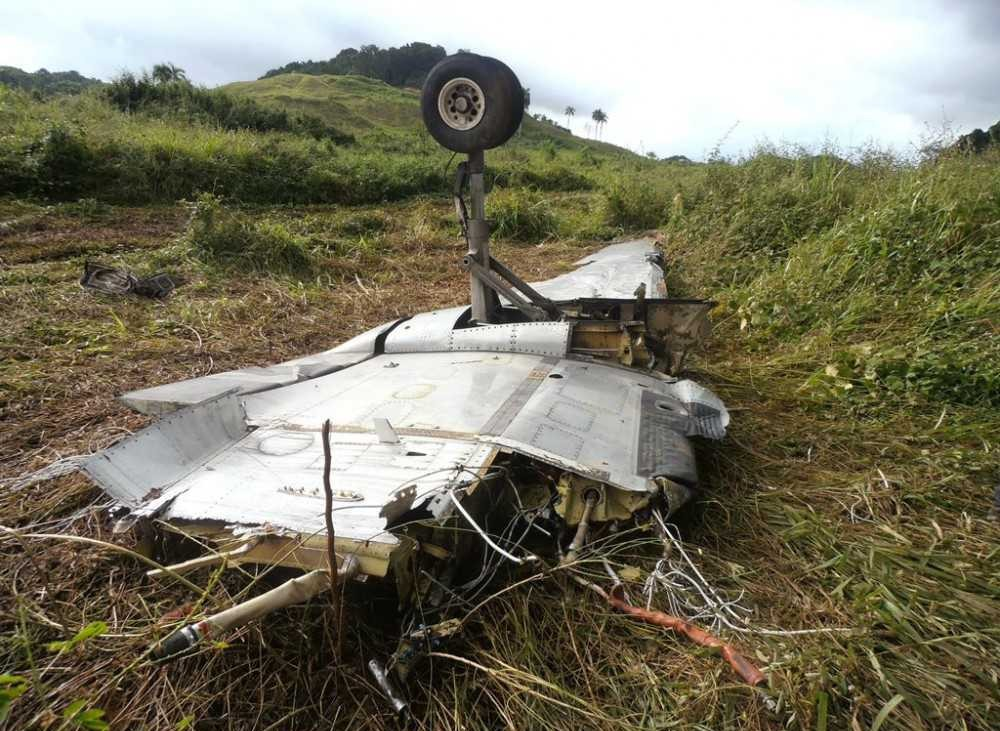
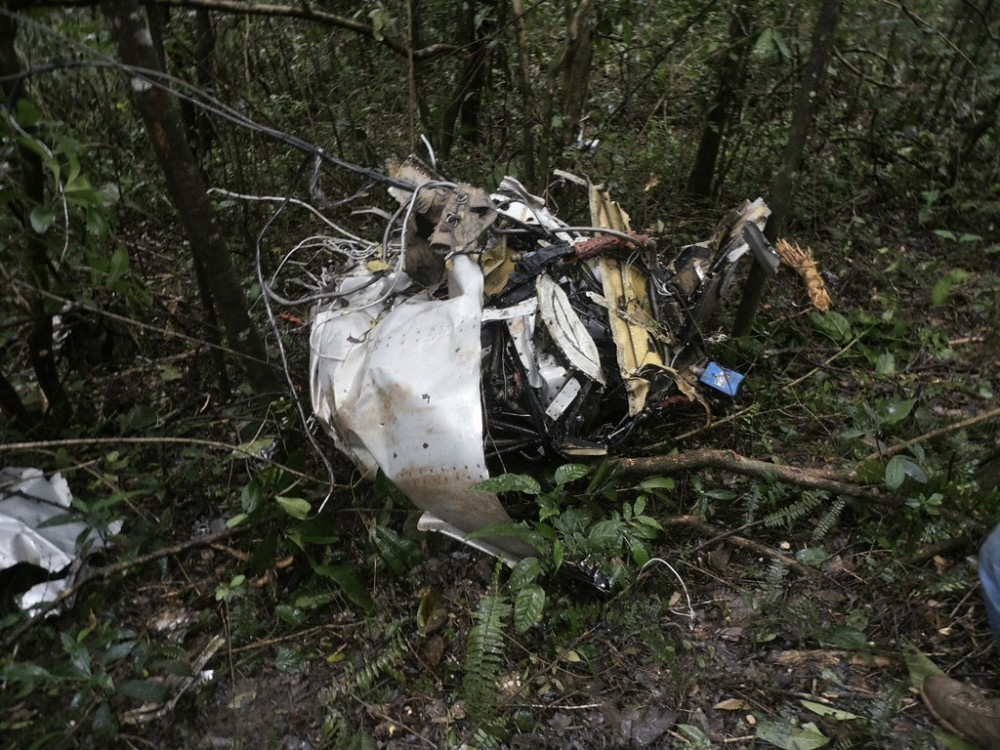
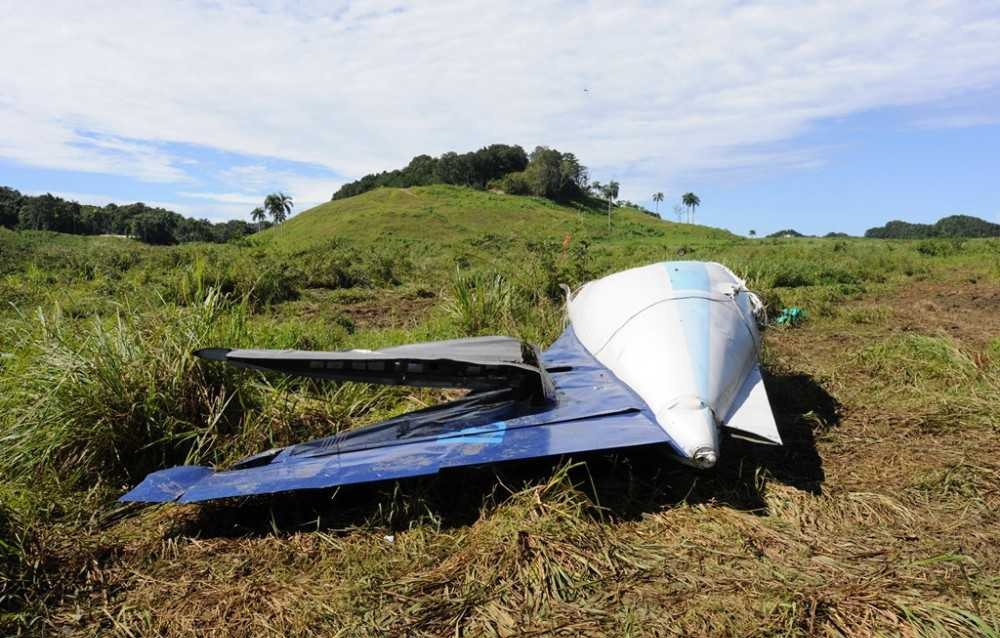
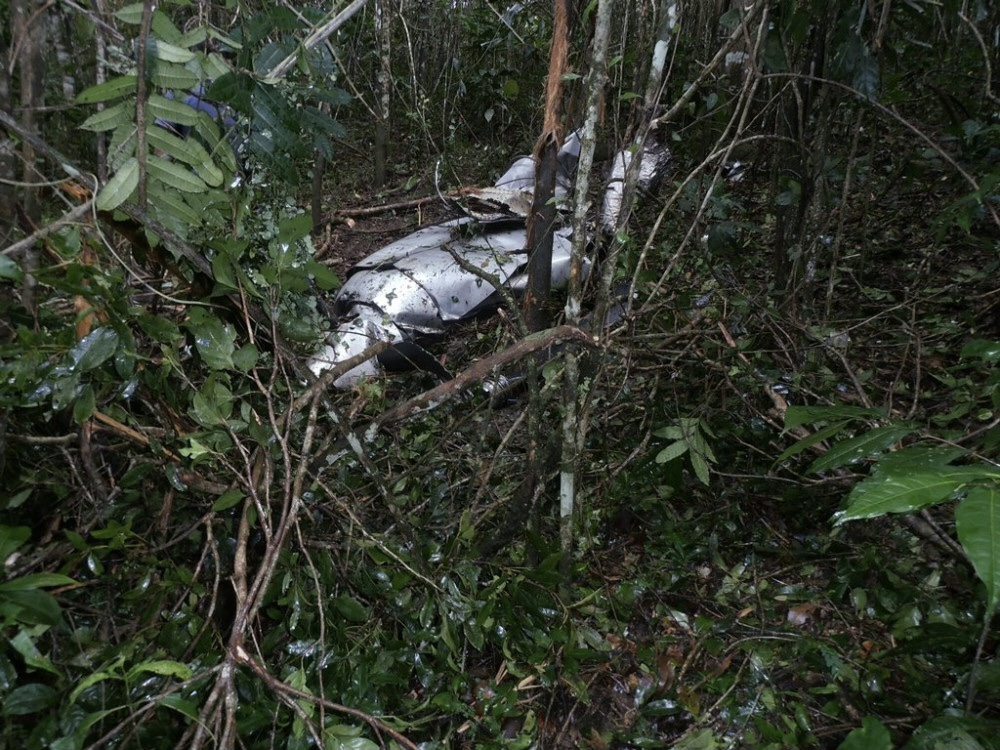

## Enquête
Cet accident a fait l'objet d'une enquête par le Conseil national de la sécurité des transports (NTSB). Les enquêteurs ont conclu qu'il a été causé par une utilisation excessivement brusque des gouvernes de profondeur par les pilotes, lors d'une descente à grande vitesse et effectuée de nuit. Cela a entraîné une surcharge structurelle et la désintégration de l'appareil en vol. 
Un facteur contributif a été une perte de contrôle initiale, dont la cause n'a jamais pu être déterminée avec exactitude, l'examen de l'épave n'ayant révélé aucune anomalie mécanique susceptible d'empêcher un fonctionnement normal de l'avion.